# À propos d'un gamin
À propos d'un gamin (titre original : About a boy) est le troisième roman de l'auteur britannique Nick Hornby, publié en 1998.

## Résumé
L'histoire relate les relations entre Will, un célibataire rentier londonien trentenaire et Marcus, un jeune garçon de douze ans que sa mère Fiona élève seule. Will aide Marcus à devenir plus « cool » afin d'être mieux accepté par les autres individus de son âge. Marcus rendra également service à Will en acceptant de se faire passer pour son fils fictif — Ned — auprès de Rachel, avec qui Will avait une aventure. Ce dernier avait en effet adopté une stratégie consistant à se faire passer pour un père célibataire dans le but de séduire des mères célibataires.
En fait, Marcus cherche un père et un compagnon pour sa mère, et Will une occasion de devenir adulte.

## Adaptations
Le livre a fait l'objet d'une adaptation au cinéma par Chris et Paul Weitz. Le titre français du film est Pour un garçon. À cette occasion, il est réédité, toujours chez Plon, sous le titre Pour un garçon. 
Il a aussi été adapté en série télévisée réalisée par Jason Katims début 2014 sous le titre About a Boy.